# Encephalartos latifrons
Encephalartos latifrons (Lehm., 1837) è una pianta appartenente alla famiglia delle Zamiaceae, endemica del Sudafrica.

## Descrizione

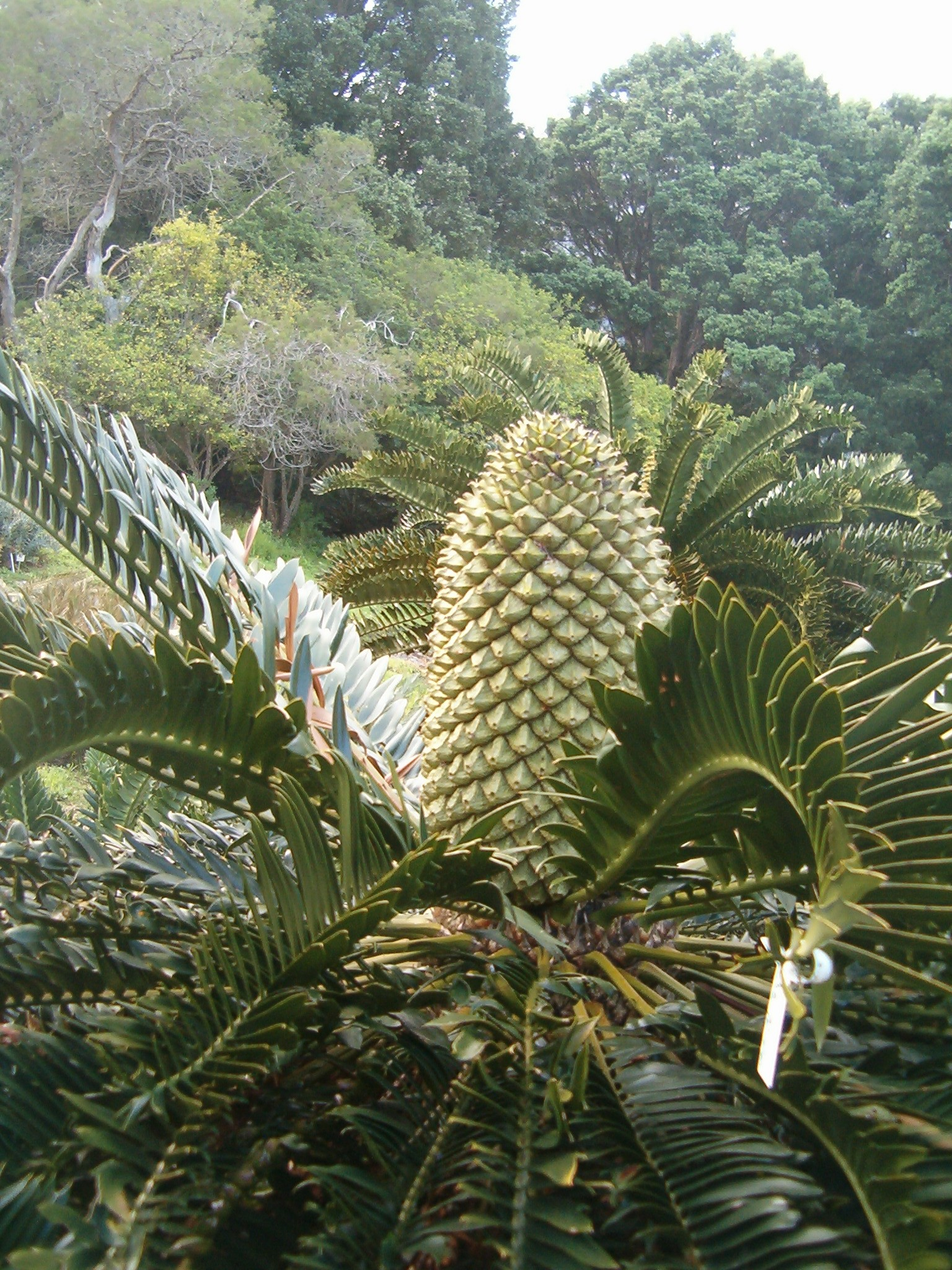
Cono femminile

È una cicade a portamento arborescente, con fusto eretto o decombente, alto sino a 4,5 m e con diametro di 30–45 cm.

Le foglie, pennate, di colore verde brillante, disposte a corona all'apice del fusto, sono lunghe 1-1,5 m, sorrette da un picciolo lungo 10–20 cm, curvate verso il basso; sono composte da numerose paia di grandi foglioline coriacee, lunghe sino a 15 cm, disposte sul rachide con un angolo acuto, parzialmente sovrapposte, con margine inferiore che presenta da 3 a 4 lobi triangolari.

È una specie dioica, con esemplari maschili che presentano da 1 a 3 coni sub-cilindrici, sessili, lunghi circa 30–50 cm e larghi 8–17 cm, di colore verde oliva, ed esemplari femminili con 1-3 coni cilindrici, eretti, lunghi circa 50–60 cm e larghi 23–25 cm, di colore verde oliva, con macrosporofilli lunghi circa 8 cm.

I semi sono grossolanamente ovoidali, lunghi 2,5-3,0 cm, ricoperti da un tegumento rosso scuro.

## Distribuzione e habitat
L'areale di E. latifrons è ristretto ad un'area di circa 9 km² nella provincia del Capo Orientale in Sudafrica, tra i 200 e i 600 m di altitudine.
Le piante crescono su affioramenti rocciosi e pendii collinari, di solito frammiste alla classica vegetazione del fynbos.

## Conservazione
La popolazione, stimata in meno di 100 esemplari, è estremamente frammentata, con un rapporto tra esemplari maschili ed esemplari femminili di 4:1. È una pianta a crescita molto lenta, e le osservazioni condotte in natura negli ultimi anni hanno portato a concludere che gli esemplari esistenti non siano più in grado di produrre semi fertili. Per tale motivo, e per la ristrettezza e frammentazione del suo areale, la IUCN Red List la classifica come specie in pericolo critico di estinzione (Critically Endangered).

La specie è inserita nella Appendice I della Convention on International Trade of Endangered Species (CITES).